# Hookooeko
Hookooeko (Marin Miwok).- Grana Coast Miwok Indijanaca nastanjena na području današnjeg okruga Marin u Kaliforniji, čija prisutnost ovdje datira 3,600 godina. Ovi Indijanci poznati su po svojim finim košarama i radovima u perju i ukrasima od školjaka. Društvena organizacija uključuje malena sela s proširenim obiteljima u vrijeme ljetnih mjeseci i ceremonijalnim i političkim centrima u vrijeme hladnih mjeseci kada se vodio društveni život plemena. 
Hookooeko Miwoki bili su žeteoci nekoliko vrsta harstovog žira i ribari na San Anselmo Creeku. U okrugu Marin živjelo je oko 5,000 Miwoka kada Španjolci počinju podizati mrežu misija u Kaliforniji. 